# Leonel Quintero
Leonel Quintero (Nirgua, 13 maart 1997) is een Venezolaans wielrenner die anno 2020 rijdt voor Victoire Hiroshima.

## Carrière
In mei 2017 werd Quintero tiende in de door Matías Muñoz gewonnen wegwedstrijd voor beloften tijdens de Pan-Amerikaanse kampioenschappen. Op het nationale kampioenschap in juni werd hij vijfde in de tijdrit, op bijna twee minuten van winnaar Pedro Gutiérrez. In oktober behaalde hij zijn eerste UCI-zege toen hij in de vierde etappe van de Ronde van Venezuela solo als eerste over de finish kwam.

## Overwinningen
2015
 Venezolaans kampioen op de weg, Junioren
2017
 Venezolaans kampioen tijdrijden, Beloften
4e etappe Ronde van Venezuela
2020
4e en 8e etappe Ronde van Táchira
Puntenklassement Ronde van Táchira
2022
Puntenklassement Ronde van Japan
2e etappe Ronde van Kumano
2023
Bergklassement Ronde van Japan

## Ploegen
- 2018 –  Start Team Gusto
- 2019 –  Inteja-Imca-Ridea DCT (tot 1-4)
- 2019 –  Start Team Gusto (vanaf 1-6)
- 2020 –  Matrix Powertag
- 2021 –  Matrix Powertag
- 2022 –  Matrix Powertag
- 2023 –  Victoire Hiroshima

Afewerki · Aular · Bazán · Coward · Gonzáles · Gonzales · León · Montellano · Musie · Quintero · Villanueva